# Карабахский хребет
Караба́хский хребе́т (азерб. Qarabağ silsiləsi), также Арцахский хребет (арм. Արցախի լեռնաշղթա) — горный хребет Малого Кавказа, расположенный в Азербайджане, протянувшийся от реки Тертер до долины реки Аракс.
Горный хребет располагается дугой с севера на юго-восток, является водоразделом бассейнов правых притоков Куры — Тертер северо-западе, Хачынчай и Каркарчай на востоке и левых притоков Аракса — Акеры на западе и Кенделанчая на юго-востоке. Река Акера отделяет хребет от Карабахского нагорья. Самой высокой точкой является гора Бёюк-Кирс (2724 м).
Основными породами Карабахского хребта являются сланец, мергель и магматические горные породы. Нижняя часть окружена долинами, где произрастают дуб и граб. Верхняя часть травянистая, но без деревьев.